# Torpeda Mark VIII (brytyjska)
Mark VIII – brytyjska torpeda ciężka, przeznaczona do zwalczania jednostek nawodnych. Prawdopodobnie najdłużej używana torpeda okrętów podwodnych w historii, pozostająca w służbie Royal Navy od lat 30. XX wieku, aż po rok 1973. Mimo że zastąpiona została przez Mark 24 Tigerfish to jeszcze w 1982 roku brytyjski HMS Conqueror zatopił za jej pomocą argentyński krążownik General Belgrano. Za pomocą tej torpedy 9 lutego 1945 roku, brytyjski HMS Venturer zatopił niemiecki U-864, co stanowi jedyny w historii przypadek zatopienia zanurzonego okrętu podwodnego przez inną jednostkę tej klasy również pozostającą w zanurzeniu.